# Chrustów
Chrustów (biał. Хрустава; ros. Хрустово) – wieś na Białorusi, w obwodzie grodzieńskim, w rejonie świsłockim, w sielsowiecie Porozów.
W dwudziestoleciu międzywojennym miejscowość leżała w Polsce, w województwie białostockim, w powiecie wołkowyskim, w gminie Porozów. 16 października 1933 utworzyła gromadę w gminie Porozów. Po II wojnie światowej weszła w struktury ZSRR.
W Chrustowie urodziła się w 1888 roku Maria Kietlińska, polska artystka fotograf.